# Night on Earth (album)
Night on Earth - Original Soundtrack Recording – wydany w 1992 roku album Toma Waitsa, będący ścieżką dźwiękową do filmu Noc na Ziemi Jima Jarmuscha.

## Lista utworów
| 1.  | "Back in the Old World (Gypsy)"                                     | 3:27  |
|     |                                                                     |       |
| 2.  | "Los Angeles Mood (Chromium Descensions)"                           | 2:35  |
|     |                                                                     |       |
| 3.  | "Los Angeles Theme (Another Private Dick)"                          | 4:28  |
|     |                                                                     |       |
| 4.  | "New York Theme (Hey, You Can Have that Heartattack Outside Buddy)" | 4:02  |
|     |                                                                     |       |
| 5.  | "New York Mood (A New Haircut and a Busted Lip)"                    | 2:36  |
|     |                                                                     |       |
| 6.  | "Baby I'm Not a Baby Anymore (Beatrice Theme)"                      | 1:59  |
|     |                                                                     |       |
| 7.  | "Good Old World (Waltz)"                                            | 2:46  |
|     |                                                                     |       |
| 8.  | "Carnival (Brunello del Montalcino)"                                | 3:05  |
|     |                                                                     |       |
| 9.  | "On the Other Side of the World"                                    | 5:18  |
|     |                                                                     |       |
| 10. | "Good Old World (Gypsy Instrumental)"                               | 2:18  |
|     |                                                                     |       |
| 11. | "Paris Mood (Un de Fromage)"                                        | 2:36  |
|     |                                                                     |       |
| 12. | "Dragging a Dead Priest"                                            | 3:55  |
|     |                                                                     |       |
| 13. | "Helsinki Mood"                                                     | 4:09  |
|     |                                                                     |       |
| 14. | "Carnival Bob's Confession"                                         | 3:16  |
|     |                                                                     |       |
| 15. | "Good Old World (Waltz)"                                            | 3:55  |
|     |                                                                     |       |
| 16. | "On the Other Side of the World (Instrumental)"                     | 3:58  |
|     |                                                                     |       |
|     |                                                                     | 54:23 |
|     |                                                                     |       |

## Personel muzyczny
- Tom Waits - głos
- Ralph Carney - trąbka, saksofon, klarnet
- Clark Suprynowitz - kontrabas
- Matthew Brubeck - wiolonczela
- Joe Gore - gitara, banjo
- Francis Thumm - harmonijka ustna, organy
- Mule Patterson - perkusja, pianino
- Josef Brinckmann - akordeon